# Bonka Pindzheva
Bonka Ranguelova Pindzheva –en búlgaro, Бонка Рангелова Пинджева – (Plovdiv, 12 de octubre de 1970) es una deportista búlgara que compitió en piragüismo en la modalidad de aguas tranquilas. Ganó dos medallas en el Campeonato Mundial de Piragüismo entre los años 2002 y 2003, y una medalla en el Campeonato Europeo de Piragüismo de 2004.

## Palmarés internacional
| Campeonato Mundial | Campeonato Mundial           | Campeonato Mundial | Campeonato Mundial |
| Año                | Lugar                        | Medalla            | Competición        |
| ------------------ | ---------------------------- | ------------------ | ------------------ |
| 2002               | Sevilla (España)             | Medalla de bronce  | K2 200 m           |
| 2003               | Gainesville (Estados Unidos) | Medalla de plata   | K2 500 m           |
| Campeonato Europeo |                              |                    |                    |
| Año                | Lugar                        | Medalla            | Competición        |
| 2004               | Poznań (Polonia)             | Medalla de bronce  | K2 1000 m          |